# Otto Robert Frisch
Otto Robert Frisch  (Bécs, 1904. október 1. – Cambridge, 1979. szeptember 22.) osztrák–brit fizikus. 1940-ben Rudolf Peierls-szel létrehozta az atombomba robbantásának első elméleti mechanizmusát.

## Családja
Dr. Justinian Frisch (1879–1949) és Auguste Meitner gyermeke. Nagynénje volt Martha Tausk (szül. Martha Frisch), illetve Lise Meitner.

## Fordítás
- Ez a szócikk részben vagy egészben  az   Otto Robert Frisch című angol Wikipédia-szócikk fordításán alapul.  Az eredeti cikk szerkesztőit annak laptörténete sorolja fel. Ez a jelzés csupán a megfogalmazás eredetét és a szerzői jogokat jelzi, nem szolgál a cikkben szereplő információk forrásmegjelöléseként.